# Wisła
Wisła è una città polacca del distretto di Cieszyn nel voivodato della Slesia. Ricopre una superficie di 110,26 km² e nel 2006 contava 11 410 abitanti.
Situata vicino al centro nazionale turistico Ondraszek, Wisła è un importante centro turistico, con le vicine montagne adatte agli sport invernali. 
È famosa per il fatto che è l'unica città polacca in cui la popolazione evangelica è la maggioranza.

## Geografia fisica
Fa parte del voivodato della Slesia dal 1999, mentre precedentemente era inclusa nel voivodato di Bielsko-Biała (1975-1998). 
Nel territorio del comune, dal monte Barania, ha origine il più lungo fiume della Polonia, la Vistola, il cui nome polacco è Wisła.

## Etimologia
La città è chiamata come il nome polacco del fiume Vistola, che nasce proprio nel territorio del comune.

## Sport

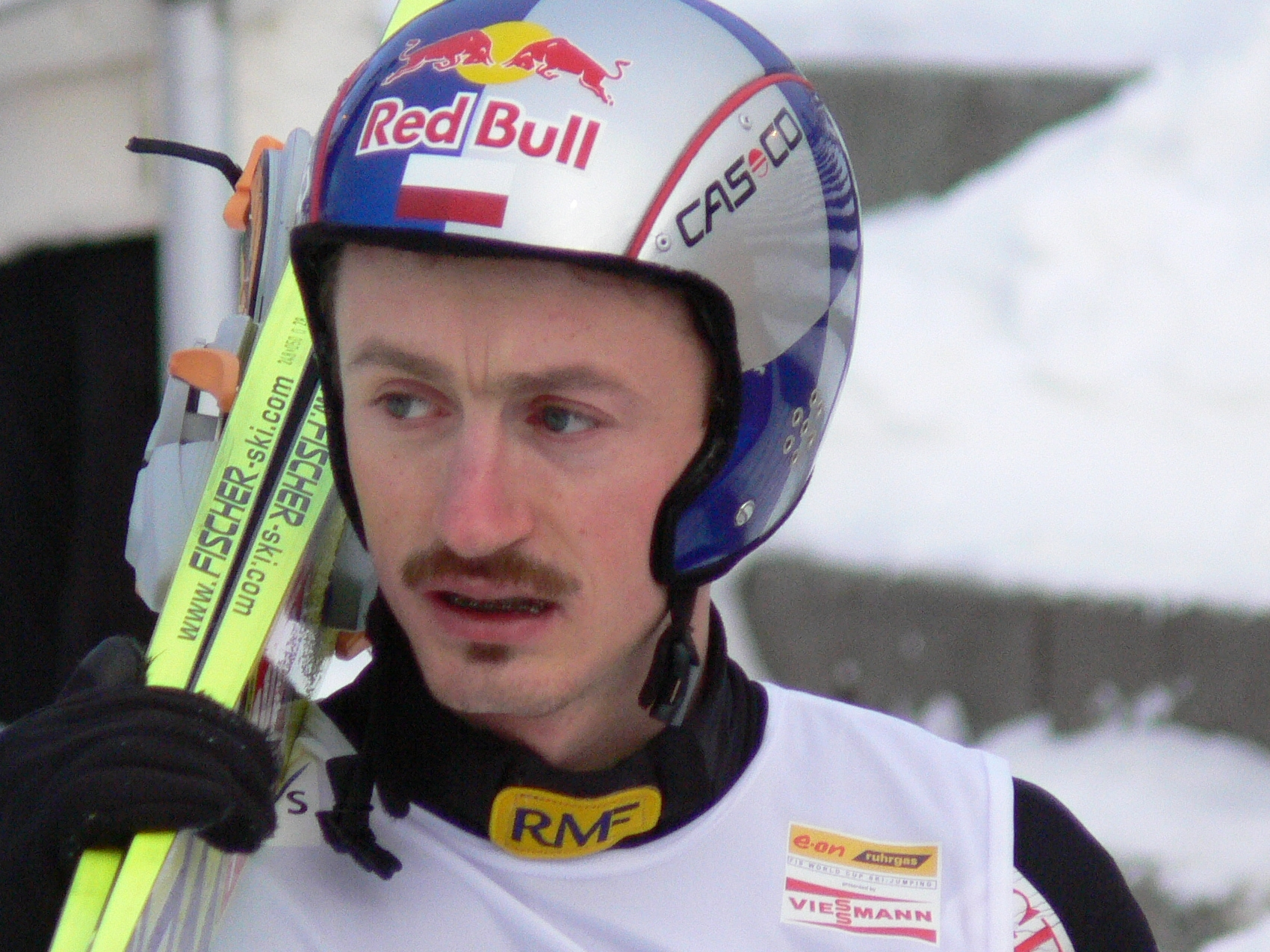
Adam Małysz

Stazione sciistica specializzata nello sci nordico, è attrezzata con il trampolino Malinka intitolato ad Adam Małysz, il più grande saltatore polacco di tutti i tempi, nativo di Wisła e tesserato dalla società sportiva Ks Wisła Ustronianka.
Wisła ha inoltre una squadra di calcio che milita nei campionati minori, da non confondersi con la ben più titolata Wisła Cracovia, una delle due squadre di Cracovia.